# Hendrikje Doelen
Hendrikje Geerts Meilofs Doelen (Oosterwijk, 1 juni 1784 - Gouda, 10 januari 1848) was een Nederlandse seriemoordenares.

## Gifmoorden
Op 7 mei 1819 trouwde de boerenmeid Hendrikje Doelen in de Drentse plaats de Wijk met de bijna zes jaar oudere boerenknecht Aaldert Mulder. Ze waren dagloners en hadden het niet breed. In 1827 werden ze opgenomen in het armenhuis van de diaconie te de Wijk. In 1845 stierven er plotseling diverse mensen in de directe omgeving van Hendrikje. Allereerst op 7 april haar man Aaldert en een bij het echtpaar inwonende oude vrouw Jantje Wichers. Enkele dagen later werden drie kinderen van Arend Hut, die ook in het armenhuis woonden, ziek na het eten van havergortenbrij die ze van Hendrikje gekregen hadden. Een half jaar later, op 14 oktober 1845, overleed haar buurvrouw Grietje van Buren na het eten van pannenkoeken van Hendrikje. Ook het dochtertje Evertje van Buren werd ernstig ziek na het eten van deze pannenkoeken en overleed tien maanden later op 9 augustus 1846. 

## Veroordeling en gratie
Hendrikje werd verdacht van moord op de genoemde personen. Na sectie werd vastgesteld dat Jantje Wichers waarschijnlijk een natuurlijke dood was gestorven. Maar zowel bij haar man als bij Grietje van Buren werd de aanwezigheid van rattenkruid vastgesteld. Omdat voor moord op haar man geen wettig bewijs kon worden geleverd, werd zij uiteindelijk op 15 januari 1847 voor de moord op Grietje en Evertje van Buren veroordeeld tot de doodstraf ("op een schavot, opterigten te assen, met den strop aan eenen paal te worden verworgd, dat er de dood na volge") door het provinciale gerechtshof te Assen.
Hendrikje ontkende tijdens de zitting schuldig te zijn. Maar na verwerping van het cassatieverzoek door de Hoge Raad bekende zij bij haar verzoek om gratie alsnog haar schuld. Haar man zou zij hebben gedood vanwege de echtelijke twisten en haar buurvrouw en dochtertje vanwege kribberijen. De Hoge Raad adviseerde negatief over het gratieverzoek, maar de toenmalige minister van Justitie Marinus Willem de Jonge van Campensnieuwland gaf een positief advies, mede gelet op haar ouderdom. Koning  Willem II verleende haar gratie bij Koninklijk Besluit van 14 november 1847.
Op 2 december 1847 werd ze een half uur met de strop om de nek te kijk gezet op het schavot van Assen. De doodstraf werd gewijzigd in een tuchthuisstraf van 20 jaar. Zij overleed echter al kort daarna in de vrouwengevangenis van Gouda.